# Ferdinand Otto Vollrath Lawätz
Ferdinand Otto Vollrath Lawätz (auch: Ferdinand Otto Vollrath Lawaetz; * 11. Mai 1751 in Rendsburg; † 13. April 1840 in Burg auf Fehmarn) war ein deutsch-dänischer Jurist, Gutsbesitzer, Autor und Beamter.

## Leben
Ferdinand Otto Vollrath Lawätz wurde als jüngster Sohn des Justizrates und Proviantkommissar Hinrich Franz Lawätz (* 1715; † 1762) und dessen Ehefrau Hedwig Christiane (* 22. Februar 1723; † 18. Dezember 1792 in Altona), eine Tochter des Kaufmanns Christian Otte, geboren. Seine Brüder waren Heinrich Wilhelm Lawätz, Johann Daniel Lawätz und Christian Otto Lawätz (1745–1800).
Er wurde in seiner Kindheit durch Hauslehrer ausgebildet und besuchte später das Christianeum in Altona. Anschließend absolvierte er ein Jurastudium und erwarb, nach dessen Abschluss, 1774 das adelige Gut Bramstedt vom Obergerichtsadvokaten Marcus Nicolaus Holst für 25.000 Taler. Eine seiner ersten Maßnahmen war es, dass er die vorgefundenen Leibeigenen in die Freiheit entließ. 1796 verkaufte er das Gut an Professor Friedrich Ludwig Wilhelm Meyer für 40.000 Taler.
1799 wurde Ferdinand Otto Vollrath Lawätz zum königlich-dänischen Justizrat und Postmeister in Burg auf Fehmarn ernannt. Er war mit Wilhelmine Christine Friedrike (* 1757; † 21. Februar 1788) geb. Stange, Tochter des Segeberger Bürgermeisters Eggert Stange, verheiratet, gemeinsam hatten sie vier Kinder:
- Andreas Hinrich Christian Lawätz (* 24. April 1778 in Bad Bramstedt; † 22. Juli 1842 in Oldenburg), Postmeister
- Christiane Johanne Wilhelmine Lawätz (* 10. Oktober 1783; † unbekannt)
- Hedwig Johanne Elisabeth Lawätz (* 1786; † unbekannt)
- Georg Otto Friedrich Lawätz (* 14. Februar 1788; † 1878)

## Wirken
Er beschäftigte sich mit der Schriftstellerei und hat als Initiator maßgeblich dazu beigetragen, dass in Schleswig-Holstein die Leibeigenschaft bis 1804 aufgehoben wurde. Er veröffentlichte zu diesem Thema auch Beiträge in den Schleswig-Holsteinischen Provincialberichten. 1795 schlug er vor, die Leibeigenschaft auch für die Herzogtümer abzuschaffen. Daraufhin trat eine Kommission der ritterschaftlichen und nichtritterschaftlichen Gutsbesitzer zusammen und stimmte über den Vorschlag ab. Bis auf eine Gegenstimme votierten die Teilnehmer für die Abschaffung.

## Pseudonyme
Ferdinand Otto Vollrath Lawätz veröffentlichte seine Werke unter den Pseudonymen:
- Jacob Leibeigen;
- Theodor Sklavenfeind (auch: Theodor Sclavenfeind)

## Werke
- Theodor Sklavenfeind: Gemälde der Sclaverey und Leibeigenschaft in den Herzogthümern Schleswig und Holstein, nebst einer vollständigen Darstellung der Schwierigkeiten die sich ihrer Aufhebung entgegensetzen. Germanien, 1797.